# Просуществует ли Советский Союз до 1984 года?
«Просуществует ли Советский Союз до 1984 года?» — историко-публицистическая работа советского диссидента Андрея Амальрика, написанная в форме эссе в июне 1969 года.
На русском языке впервые опубликована в 1969 (Фонд имени Герцена, Амстердам) и в том же году издана на английском (Harper & Row, Нью Йорк). Позднее несколько раз переиздавалась, была также включена в книгу Амальрика «СССР и Запад в одной лодке».

## Содержание работы
В работе сформулирована концепция, согласно которой СССР неустойчив и может в ближайшее время распасться.
Работа вызвала многочисленные отклики в зарубежной печати и в советском самиздате, благодаря ей Амальрик получил мировую известность. В рецензиях отмечается «резкая постановка проблемы и подчёркнуто академический стиль изложения».
Соображения автора были основаны на социальном анализе проблем советского общества, анализе численности, социального состава и идейного спектра советских диссидентов и авторов протестных писем. Значительное внимание уделено противостоянию СССР и Китая. Амальрик выстраивает предположения, каким образом могли бы развиваться события советско-китайской войны, с неутешительным исходом для СССР (стоит отметить, что при некоторой невротичности описания военной мощи Китая автор с уважением относится к современной ему китайской мысли: в другой части работы в качестве аргументов используются высказывания Мао Цзэдуна). Именно неудачная война, по Амальрику, приведёт к распаду ослабленного государства, а не деятельность диссидентов.
Несмотря на то что «Просуществует ли Советский Союз до 1984 года?» является по существу публицистической работой, анализ советского общества и особенно диссидентского движения выполнен автором настолько академично, что производит впечатление научного исследования. Выводы Амальрика в значительной степени поддерживаются использованием в конце работы ярких художественных образов, проникнутых историческим пессимизмом (разгуливающие по Форуму козы и тому подобного).
Очевидна связь даты «1984» и известного одноимённого романа английского писателя Джорджа Оруэлла. Изначально автор хотел назвать работу «Просуществует ли Советский Союз до 1980 года?», рассматривая 1980 год как ближайшую реальную «круглую» дату, но затем изменил год на 1984, отметив, что эта дата является относительно «круглой» с момента написания эссе.
В предисловии к переизданию работы на русском языке (1978) Амальрик писал, что «недооценил гибкости советского руководства, с одной стороны, и переоценил быстроту развития ядерного и обычного вооружения Китая, с другой», поэтому распад СССР может произойти не так быстро, как он предсказал. Он отметил также, что «не хотел бы, чтобы в <…> книге видели какое-то „злорадство“ или желание гибели СССР. Её цель: указать — быть может, в несколько драматической форме — на грозящие СССР опасности, чтобы путём демократической перестройки и дальновидной внешней политики избежать анархии и войны».

## Реакция

### Реакция властей
За эту книгу и другие работы Амальрик был приговорён в 1970 году к 3 годам заключения по статье 190-1 УК РСФСР («Распространение заведомо ложных измышлений, порочащих советский государственный и общественный строй»).

### Реакция неофициальных кругов
Подавляющее большинство западных советологов были знакомы с работой, но не поддерживали её основной вывод о скором распаде СССР.
В советских диссидентских кругах эссе Амальрика многими воспринималось с иронией; в частности, отмечена ироничная реакция А. Д. Сахарова.
И. Р. Шафаревич охарактеризовал эту работу как «одно из самых ярких и умных произведений, которые дала русская мысль после революции», однако выразил сомнение в том, что работа охватывает все возможные пути развития и тем самым даёт исчерпывающий ответ на вопрос о будущем страны.
По словам эмигранта журналиста Владимира Фрумкина, по прочтении работы Амальрика его «поразила аналитическая часть, где автор ставил диагноз системе, описывал её неизлечимые недуги… А вот футурологическая часть — предсказание скорого краха СССР — вызывала сильные сомнения. Столь скорый конец власти казался немыслимым».
По свидетельству К. Д. Померанцева, в то время работавшего в редакции парижской эмигрантской газеты «Русская мысль», в эмигрантской среде «раздражали (а некоторых и возмущали) прогнозы Амальрика. Он пророчил войну с Китаем, отпадение от СССР сателлитов, а в результате конфликтов между республиками, неминуемое его поражение и расчленение. Русский патриотизм не мирился с такой перспективой. Возмущался даже Георгий Адамович».
В современной критике отмечается: «распад СССР произошёл совсем не так, как предсказывал Амальрик. Ни он, ни другие реформаторы, включая академика Сахарова, и так называемых „шестидесятников“, заботливо опекаемых председателем КГБ Ю. В. Андроповым, „прорабов перестройки“ и самого Горбачёва, не предполагали, что либерализация коммунистического режима неминуемо приведёт к его немедленному крушению. Все были уверены, что они взаимно исключают друг друга, и никто не думал, что, выстояв в тяжелейшей войне, Советский Союз не выдержит даже робких ростков демократии».